# Václav Jeřábek
Václav Jeřábek (1845-1931) va ser un matemàtic txec, especialista en geometria constructiva.

## Vida i Obra
Jeřábek va estudiar a l'escola de Pardubice i a l'institut de Písek abans d'anar a l'Institut Politècnic de Viena on es va graduar. Malgrat haver participat en els cercles intel·lectuals vienesos, sempre es va identificar com un patriota txec. Va començar a donar classes a la Realschule de Litomyšl (1870), essent transferit a la Realschule de Telč dos anys més tard. El 1881 va ser nomenat professor de la Czech Realschule de Brno, de la qual va esdevenir director el 1901. Es va retirar el 1907; els darrers anys de la seva vida es va quedar pràcticament cec a causa d'unes cataractes.
Jeřábek va ser una de les persones que van mantenir a un bon nivell la geometria txeca. Va publicar articles en txec, alemany i francès i les seves classes. És ben recordat per l'anomenada hipèrbola de Jerabek, el lloc geomètric del conjugat isogonal d'un punt que travessa la recta d'Euler d'un triangle.
Va ser membre honorari de la Unió de Matemàtics Txecs i membre de les societats de ciències de Moravia i de Bohemia.